# Thatched House Lodge
Thatched House Lodge è una residenza reale nel London Borough of Richmond upon Thames a Londra, Inghilterra. Era la casa del primo ministro britannico Sir Robert Walpole e, dal 1963, è una residenza reale, essendo affittata dalla Crown Estate alla principessa Alexandra, l'onorevole Lady Ogilvy (nata principessa Alexandra del Kent), e, fino alla sua morte nel 2004, a suo marito, Sir Angus Ogilvy.

## Descrizione
La casa principale ha sei sale d'udienza, sei camere da letto e occupa quattro acri di terreno (16.000 m²). I giardini includono una dépendance estiva del XVIII secolo con due stanze, che ha dato il nome a tutto il complesso, un cottage del giardiniere, scuderie e altri edifici. Dal 1963 è la residenza della Principessa Alexandra. Fu acquisita in prestito dalla Crown Estate da suo marito Angus Ogilvy dopo il matrimonio.

## Storia
Il complesso fu costruito come due case separate nel 1673 per due custodi del Richmond Park, come Aldridge Lodge. Fu ampliata, forse da William Kent, nel 1727 e unita in un'unica casa col nome attuale nel 1771 da Sir John Soane. Era stata nota anche come Burkitt's Lodge.
La casa fu usata come residenza di grazia e favore da vari membri della famiglia reale tra cui il generale Sir Edward Bowater, e il generale Lynedoch Gardiner, rispettivamente scudiero di Alberto, principe consorte e della regina Vittoria. Sir Frederick Treves si ritirò nella casa dopo aver operato con successo l'appendice di re Edoardo VII nel 1902. Edoardo VII assegnò l'uso della casa a Sir Edmund Monson al suo ritiro dal servizio diplomatico di Sua Maestà nel 1905. Thatched House Lodge cessò di essere una proprietà di grazia e favore nel 1927.
Thatched House Lodge era la casa del Wing Commander Sir Louis Greig (scudiero di re Giorgio VI quando era Duca di York), che fu vice Ranger di Richmond Park dal 1932. Fu poi acquisito dal 5º Duca di Sutherland. Al generale statunitense Dwight D. Eisenhower fu assegnata una suite lì durante la Seconda Guerra Mondiale.

## Dettagli sulla locazione
La casa fu acquistata sul mercato libero da Angus Ogilvy attraverso l'acquisto nel 1963 di un subaffitto della proprietà da Clare, duchessa di Sutherland; in seguito acquistò la locazione. Il prezzo richiesto per il subaffitto era di £ 150.000, una cifra considerevole all'epoca. La proprietà era detenuta in locazione dalla Crown Estate. Nel 1994, la Crown Estate concesse a Ogilvy un'estensione della locazione, per 150 anni a partire dal 1994. In base alla locazione del 1994, un premio di £ 670.000 era pagabile alla Crown Estate, insieme a un affitto annuale di £ 1.000 per i primi 25 anni, che aumentava in fasi definite ogni 25 anni fino a £ 6.000 all'anno per gli ultimi 25 anni. Il contratto di locazione richiedeva al locatario di mettere la proprietà "in buone e sostanziali condizioni" e di mantenerla come tale, per preservare il carattere della proprietà. Secondo il rapporto del National Audit Office su Thatched House Lodge, "sono state spese somme considerevoli durante gli ultimi 40 anni di occupazione".
Gli accordi di locazione riflettono il fatto che la proprietà è stata acquisita da Ogilvy su base puramente commerciale, avendo acquisito la sublocazione della proprietà al valore di mercato sul libero mercato. La natura commerciale della locazione è dimostrata dal premio molto considerevole di £ 670.000 pagato per l'estensione del contratto di locazione del 1994, con tutta la manutenzione a spese del locatario e nessun onere risultante per la Crown Estate. La consulenza indipendente di uno studio leader di geometri abilitati presa dalla Crown Estate sull'estensione del contratto di locazione del 1994 ha utilizzato i metodi di valutazione applicabili ai diritti statutari di un locatario al rinnovo di un contratto di locazione. Poiché la proprietà è stata acquisita in una transazione sul libero mercato, la locazione della proprietà può essere venduta tranne negli ultimi cinque anni della locazione. Pertanto, sebbene Thatched House Lodge sia una residenza reale in virtù del fatto di essere abitata dalla principessa Alexandra, è di fatto una proprietà privata, la cui sublocazione è stata acquisita sul libero mercato e la locazione è stata acquistata da Ogilvy. Di conseguenza, la proprietà può essere venduta dalla principessa o dai suoi eredi, subordinatamente al contratto di locazione a lungo termine della Crown Estate sottostante. La proprietà si trova in un'area "esente" (Richmond Park) dove le vendite di proprietà libera non sono disponibili.
Gli accordi di locazione riguardanti Thatched House Lodge differiscono dagli accordi relativi ad altre residenze reali affittate dalla Crown Estate, Royal Lodge e Bagshot Park, affittate rispettivamente dal Duca di York e dal Duca di Edimburgo. In particolare, la Crown Estate non ha mai contribuito alla ristrutturazione di Thatched House Lodge, come ha fatto nel caso di Royal Lodge e Bagshot Park, dimostrando le considerazioni non commerciali che hanno influenzato tali locazioni rispetto a Thatched House Lodge.